# Marius Nygaard

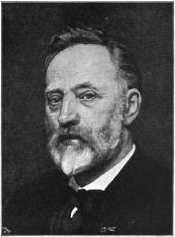
Marius Nygaard

Marius Nygaard (* 13. September 1838 in Bergen; † 7. Februar 1912 in Christiania) war ein norwegischer Lehrer und Sprachforscher.

## Jugend und Laufbahn
Seine Eltern waren der Schiffer und spätere Kaufmann Mads Christensen Nygaard (1793–1875) und dessen Frau Maren Behrens (1806–1875). Er heiratete am 5. August 1863 in Bergen Elizabeth („Elise“) Martin (28. Juli 1842–9. Mai 1923), Tochter des Bankangestellten William Martin (eigentlich Ole Thistel Bergmann) (1801–1872) und dessen Frau Maren Elizabeth (“Elisa”) Maxwell (1805–1873).
Marius Nygaard verband praktische Lehrertätigkeit und Forschung über die Syntax der altnordischen Sprache. Er hatte entscheidenden Einfluss auf die Rechtschreibreform von 1907, die mit der dänischen Schriftsprache brach.
Nygaard wuchs in Bergen auf. Nach dem Examen artium 1855 studierte er in Christiania Philologie und legte 1861 sein Examen ab. Nach dem Examen war er 1862 bis 1863 Lehrer auf Stundenbasis an der Kathedralschule in Bergen. 1864 bis 1876 war er Hilfslehrer an der Kathedralschule in Kristiansand. Ein Jahr später wurde er Oberlehrer und zog nach Fredrikshald, wo er von 1877 bis 1894 Rektor des Gymnasiums war. 1894 bis 1910 war er Rektor der Latein- und Realschule in Drammen. Er unterrichtete unter anderem Latein, und zusammen mit Jan Johanssen und Emil Schreiner verfasste 1887 ein lateinisches Wörterbuch, das mit seiner vierten Auflage 1998 auch heute noch das Standardwörterbuch in Norwegen ist.

## Der Sprachreformer
In seiner Studienzeit war Nygaard im Kreis der Bergensischen Spracherneuerer, der 1868 „Vestmannalaget“ (Gesellschaft der Westmänner) gründete. Er war Anhänger von Ivar Aasen und war Gegner von Knud Knudsens Norwegisierungsplänen. Die Westmänner strebten eine stärkere Anknüpfung an das Altnorwegische im Landsmål. Im Briefwechsel mit Ivar Aasen wandte sich dieser gegen die nach seiner Ansicht zu weit gehenden Vorstellungen der Bergensischen Spracherneuerer.
1867 legte Nygaard einen Entwurf für eine Grammatik des Landsmål vor, in dem er die Kritikpunkte Aasens berücksichtigt hatte. Eine kurzgefasste Vorstellung dieser Grammatik erschien im gleichen Jahr in Bergen, das erste Buch, das in normalisiertem Nynorsk erschienen ist. Als Mitglied des Unterrichtsrates (er war 1904 bis 1908 dessen Vorsitzender) strebte er eine stärkere Berücksichtigung des Landsmål im Schulunterricht an, war aber hauptsächlich mit der Reform der traditionellen Schriftsprache befasst.
Als Sprachforscher befasste sich Nygaard mit der Syntax des Norrøn. 1865 und 1867 erschienen zwei Bände seiner Syntax der Sprache der Edda und 1879 bis 1900 eine Reihe von Einzeluntersuchungen, die alle Vorarbeiten zu seiner Norrøn Syntax von 1905 waren. Er selbst forschte auf diesem Gebiet bis zum Ende seines Lebens. Seine nachgelassenen Papiere wurden 1917 herausgegeben.
1898 wurde er Mitglied der Kommission, die zu dem Vorschlag einer Rechtschreibreform für das Riksmål, der von mehreren Forschern vorgelegt worden war, Stellung nehmen sollte. Er legte 1900 eine im Wesentlichen positive Stellungnahme vor. Das Ministerium befasste sich aber zunächst nicht damit. Als dann die Parteien Høyre und Venstre 1906 die Norwegisierung der Sprache in ihr Parteiprogramm aufgenommen hatten, schlug Nygaard der Regierung die Erarbeitung eines Programms zur Rechtschreibreform vor. Er wurde mit anderen zur Erarbeitung eines Vorschlages beauftragt, und das Ergebnis ist die Rechtschreibreform von 1907.
Er war auch in der Lokalpolitik aktiv und saß in den Stadtparlamenten von Kristiansand, Fredrikshald und Drammen.

## Ehrungen
Marius Nygaard war ab 1877 Mitglied der Kongelige Norske Videnskabers Selskab, ab 1880 Mitglied der Videnskabsselskabet i Kristiania (heute Norwegische Akademie der Wissenschaften) und ab 1889 Mitglied von Det kongelige nordiske oldskriftselskab in Kopenhagen. Er wurde 1890 Ritter 1. Klasse des St. Olav-Ordens und 1910 dessen Kommandeur der 2. Klasse.

## Werke
- Eddasprogets Syntax. 2 Bände, Bergen 1865–1867.
- Kortfattet Fremstilling af det norske Landsmaals Grammatik. Bergen 1867.
- Kortfattet Fremstilling af den oldnorske Formlære. Bergen 1871.
- Oldnorsk Grammatik til Skolebrug. Bergen 1871.
- Oldnorsk Læsebog for Begyndere. Bergen 1872.
- Udvalg af den norrøne Literatur for Latin- og Realgymnasier. Bergen 1875 (18. Auflage 1972)
- Betydningen og Brugen af Verbet munu. In: Aarbøger for nordisk Oldkyndighed og Historie. 1878, S. 259–303.
- Om brugen af det saakaldte præsens particip i oldnorsk. In: Aarbøger for nordisk Oldkyndighed og Historie. 1879, S. 203–228.
- Om brugen af konjunktiv i oldnorsk.
  - Om brugen af konjunktiv i oldnorsk. In: Gustav Storm et al. (Hrsg.): Arkiv för nordisk filologi (ANF). Folge 1, Band 1. J. W. Cappelen, Christiania [Oslo] 1883, S. 113–149 (mehrsprachig, runeberg.org – Fortsetzung: III. Substantiviske bisætninger (substantiviske atsætninger; spørgende bisætninger). S. 314–351).
  - Om brugen af konjunktiv i oldnorsk. – Fortsættelse fra 1ste Bind S. 351. In: Gustav Storm et al. (Hrsg.): Arkiv för nordisk filologi (ANF). Folge 1, Band 2. J. W. Cappelen, Christiania [Oslo] 1885, S. 193–206 (mehrsprachig, runeberg.org – Fortsetzung: V. Adverbiale bisætninger. S. 356–375).
  - Om brugen af konjunktiv i oldnorsk – Fortsættelse fra 2det Bind S. 375. In: Gustav Storm et al. (Hrsg.): Arkiv för nordisk filologi (ANF). Folge 1, Band 3. J. W. Cappelen, Christiania [Oslo] 1886, S. 97–120 (mehrsprachig, runeberg.org).
- Latinsk Ordbog (zusammen mit J. Johanssen und E. Schreiner). 1887 (4. Auflage 1998)
- Sproget i Norge i fortid og nutid. Bergen 1890.
- Udeladelse af subjekt, “subjektløse” sætninger i det norrøne sprog (den klassiske sagastil). In: Axel Kock et al. (Hrsg.): Arkiv för nordisk filologi (ANF). Neue Folge, Band 6 (= Band 10 der Gesamtausgabe). C. W. K. Gleerups förlag, Lund 1894, S. 1–25 (mehrsprachig, runeberg.org).
- Norrøn syntax. 1905 (Neudruck 1966).
- Bemerkninger, rettelser og supplementer til min Norrøn syntax. (postum) 1917.